# 丘切韋
51°19′23″N 26°5′58″E / 51.32306°N 26.09944°E
丘切韋（烏克蘭語：Чучеве），是烏克蘭西北部的村莊，隸屬里夫內州的瓦拉什區。該村始建於1683年，面積8.19平方公里，海拔高度165米，2001年人口284，人口密度每平方公里34.7人。